# Poleana, Iambol
Poleana (în bulgară Поляна) este un sat în comuna Straldja, regiunea Iambol,  Bulgaria. 

## Demografie
Componența etnică a satului Poleana
     Bulgari (96,44%)
     Nicio identificare (3,55%)
     Altele (0%)
La recensământul din 2011, populația satului Poleana era de 253 locuitori. Din punct de vedere etnic, majoritatea locuitorilor (96,44%) erau bulgari. Pentru 3,55% din locuitori nu este cunoscută apartenența etnică.